# ويندوز سيرفر 2019
ويندوز سيرفر 2019 (بالإنجليزية: Windows Server 2019)‏ هو أحدث إصدار من نظام تشغيل خادم Windows Server من قبل مايكروسوفت، كجزء من عائلة أنظمة التشغيل ويندوز إن تي، تم تطويره بشكل متزامن مع ويندوز 10. وقد نجح في Windows Server 2016، وتم الإعلان عنه في 20 مارس 2018 ويتم إصداره رسميًا للجمهور في 2 أكتوبر 2018.